# Platylomalus complanatus
Platylomalus complanatus är en skalbaggsart som först beskrevs av Georg Wolfgang Franz Panzer 1797.  Platylomalus complanatus ingår i släktet Platylomalus och familjen stumpbaggar. Arten har ej påträffats i Sverige. Inga underarter finns listade i Catalogue of Life.